# Kardinal-Frings-Gymnasium

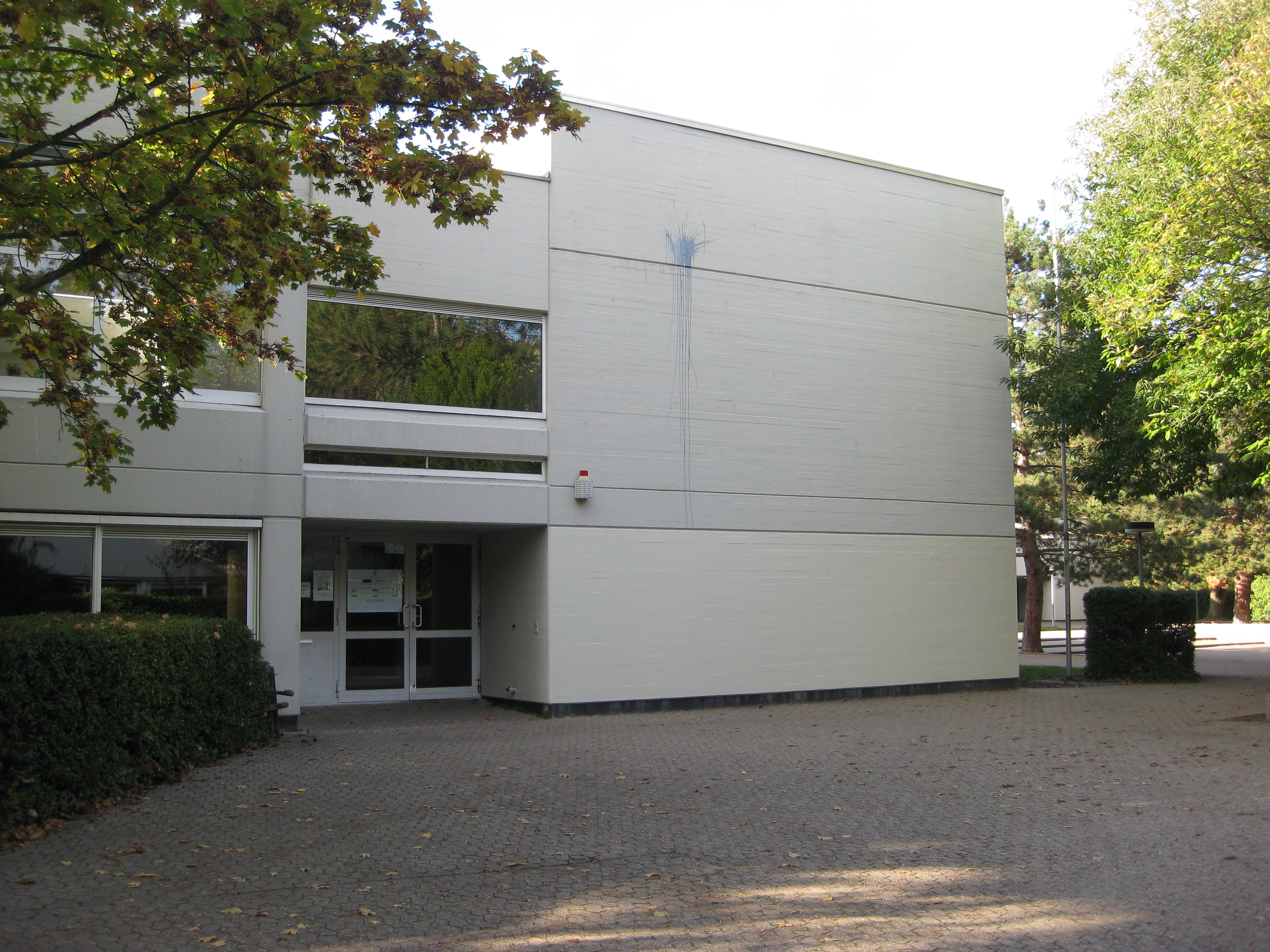
Haupteingang des KFG (2011)

Das Kardinal-Frings-Gymnasium (kurz KFG; bis 1979 Erzbischöfliches Gymnasium Beuel) ist ein privates katholisches Gymnasium im Bonn-Beueler Ortsteil Limperich. Es wird in freier Trägerschaft des Erzbistums Köln geführt, Namenspatron und Gründer der Schule ist der Kölner Erzbischof Josef Kardinal Frings.
Bekannt ist die Schule als Heimat populärer Brass-Bands, darunter Querbeat, Druckluft und Knallblech.

## Geschichte

### Gründung und Bau
Die Initiative zur Gründung der Schule, damals noch Erzbischöfliches Gymnasium Beuel (EBG) genannt, ging Ende der 1950er-Jahre von Josef Kardinal Frings aus. Eigentlich war ein Grundstück am Wichelshof in Bonn-Castell vorgesehen, welches die Stadt Bonn in Absprache mit dem Erzbistum ausgesucht hatte. Weil in den Bonner Ratsfraktionen Uneinigkeit herrschte, schlug die damals noch eigenständige Stadt Beuel das heutige Grundstück auf der anderen Rheinseite vor. Das Erzbistum gab das bevorzugte Grundstück in Bonn-Castell auf und kaufte das angebotene Grundstück an der Elsa-Brändström-Straße. Die Planung des Gebäudes übernahm nach einem Wettbewerb im Jahr 1961, an dem auch das Büro von O.M. Ungers teilgenommen hatte, der Architekt Joachim Schürmann. Am 10. Juni 1963 war der offizielle Baubeginn, am 1. November 1963 gingen die ersten Schüleranmeldungen ein. Drei Monate später wurde in der Godesberger Privatwohnung des damaligen Schulleiters Aloys Zillien das Sekretariat eingerichtet. Am 9. April 1964 wurde in der Schwarzrheindorfer Doppelkirche das Erzbischöfliche Gymnasium eröffnet. Der Unterricht wurde zunächst im Haus Michael in Schwarzrheindorf erteilt. Am 1. August 1964 zog die Schule von Schwarzrheindorf nach Beuel-Süd, wo der Unterricht in den später als Lehrerwohnungen genutzten und schon damals als solche bezeichneten Gebäuden erfolgte.
Am 15. Dezember 1964 war die Grundsteinlegung des Schulgebäudes durch Weihbischof Wilhelm Cleven. Ab Ostern bzw. Juni 1966 waren das Hauptgebäude sowie der Verwaltungstrakt bezugsfertig. Am 21. Juni 1966 war die Einsegnung des Hauptgebäudes durch Weihbischof Cleven. Im Herbst 1967 wurde der Sportplatz freigegeben, ein Jahr später die Schwimm- und Turnhalle. Am 8. Dezember 1968 wurde die Schule in Anwesenheit von Kardinal Frings eingeweiht. Während zu Ostern 1964 noch 86 Schüler in vier Klassen das KFG besuchten, waren es im August 1968 447, auf 14 Klassen verteilt. Ab 1966 wurde die Schule nicht mehr mit zwei Klassen pro Jahrgang, sondern mit dreien geführt. Heute sind es normalerweise vier. Das Gymnasium war eine reine Jungenschule, 1970 wurde im Beisein von Joseph Kardinal Höffner der erste Abiturjahrgang der Schule mit acht Schülern entlassen.
Das KFG ist die jüngste Schule des Erzbistums Köln und zugleich die einzige gymnasiale Eigengründung.

### Umbenennung in Kardinal-Frings-Gymnasium
Nach dem Tod von Kardinal Frings im Jahre 1978 beschloss die Schule in Absprache mit dem Erzbistum, den Namen des Gründers anzunehmen. Am 8. Dezember 1979 wurde die Namensänderung zu Kardinal-Frings-Gymnasium offiziell von Erzbischof Joseph Höffner im Rahmen eines Festaktes zur Eröffnung des Erweiterungsbaus vorgenommen.

### Mädchen am KFG

#### Leistungskurs-Kooperation
Im zweiten Halbjahr 1985/86 begann eine Leistungskurs-Kooperation mit der Liebfrauenschule Bonn, später auch mit dem Sankt-Adelheid-Gymnasium in Pützchen. So waren erstmals auch Schülerinnen am KFG. Ende des Schuljahres 1987/88 sind die ersten Mädchen an der Schule im Abitur geprüft worden. Bis heute kooperiert das KFG mit den beiden Mädchenschulen.

#### Koedukation
Ab 1985 wurde die Frage nach einer Koedukation diskutiert. Zuerst wurde befürchtet, dass durch so eine Schulstrukturveränderung das nahegelegene Sankt-Adelheid-Gymnasium in seinem Bestand gefährdet sein könnte. Am 3. Juli 1986 stellte die Schulkonferenz den ersten Antrag, der von der Lehrerkonferenz, der Schulpflegschaft und vom Pfarrgemeinderat der benachbarten Gemeinde Heilig Kreuz befürwortet wurde. Nach einem weiteren Antrag vom 27. Mai 1987 stimmte der oberste Dienstherr Joseph Höffner schließlich am 10. Juli 1987 der Einführung der Koedukation am KFG zu. Mit dem Beginn des Schuljahres 1988/89 wurde der Unterricht am KFG nach langen Debatten mit Jungen und Mädchen geführt. Weil das Sankt-Adelheid-Gymnasium nach wie vor eine reine Mädchenschule ist, besuchen bis heute mehr Jungen als Mädchen die Schule.

### 50-jähriges Schulbestehen
Das Gymnasium feierte 2014 mit vielen Veranstaltungen die Gründung der Schule 50 Jahre zuvor. Auftakt war ein Festgottesdienst mit Weihbischof Ansgar Puff am 9. April, 50 Jahre nach dem ersten Schultag der Schule. Zuvor nahm die Schule bereits am Beueler Weiberfastnachtszug teil. Höhepunkt war die Domwallfahrt am 11. Juni mit anschließender Rhein-Schifffahrt auf der RheinEnergie zurück nach Bonn, die Projekttage an den darauffolgenden Tagen und das Jubiläums-Patrozinium am 14. Juni. Abschluss des Jubiläumsjahres war die Pontifikalvesper am 16. Dezember, 50 Jahre nach der Grundsteinlegung des Schulgebäudes, in der Schulkirche Heilig Kreuz mit Erzbischof Rainer Maria Kardinal Woelki, der erst kurz zuvor in sein Amt eingeführt worden war. An den Gottesdienst schloss sich ein Festakt in der Aula des KFG an. Die Festrede hielt der ehemalige Schulseelsorger und spätere Bischof von Mainz Peter Kohlgraf.

### Schulleitung
| Zeitraum  | Schulleiter                 | Stellvertretender Schulleiter |
| --------- | --------------------------- | ----------------------------- |
| 1964–1980 | Aloys Zillien               | Arnd Zimmermann               |
| 1980–1994 | Arnd Zimmermann             | Rolf Lenzen                   |
| 1994–1995 | Rolf Lenzen (kommissarisch) | -                             |
| 1995–2008 | Karl-Ludwig Wimberger       | Rolf Lenzen                   |
| 2008–2023 | Bernhard Hillen             | Markus Möhring                |
| Seit 2023 | Bernhard Hillen             | Angela Müller-Möhring         |

## Schulgelände
Der Planung des Schulgeländes war eines der ersten großen Projekte von Joachim Schürmann, der später die Kirche Groß St. Martin in Köln sowie das Funkhaus der Deutschen Welle, genannt Schürmann-Bau, in Bonn entwarf. Schürmanns frühe Entwürfe können dem Brutalismus zugerechnet werden; von diesem Stil scheinen die Flachdachbauten mit großen Sichtbetonflächen, gewaltigen Wandstärken, grau-schwarzen Böden und rechten Winkeln geprägt. Die durch mitunter große Fensterflächen leicht gemilderte Anmutung wurde durch spätere Farbgebung und Anbauten spürbar verwässert.

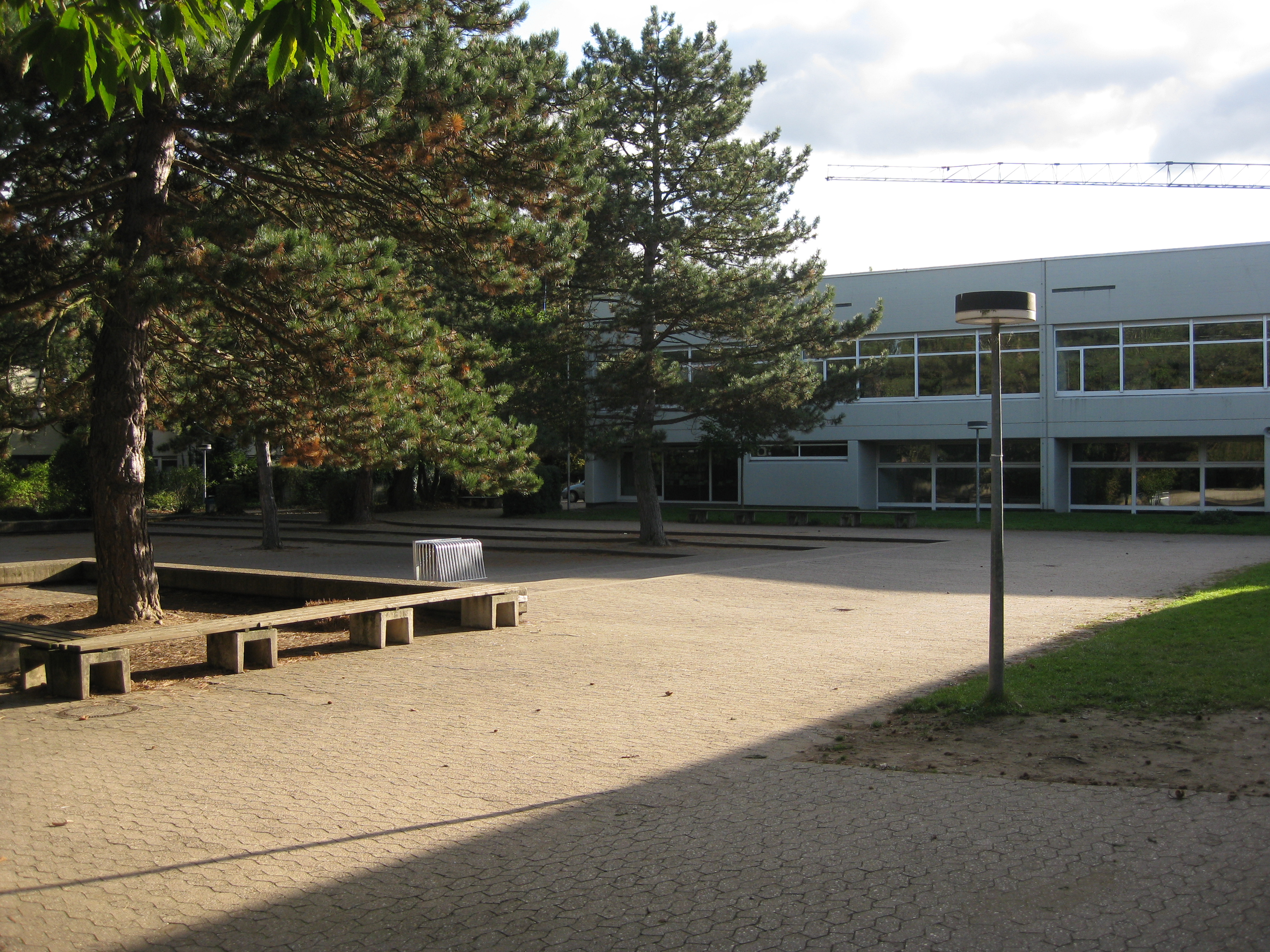
Einer der Schulhöfe (2011)

Aufgrund der terrassenartigen Lage des Geländes zum Rhein hin wird das KFG auch als „Lernlandschaft“ bezeichnet. Direkt am Rhein gelegen ist das große Sportgelände mit Kunstrasenplatz, Laufbahn, Basketballplatz, zwei Beachvolleyball-Feldern, Wurfwiese und drei Sporthallen. Das ehemalige Schwimmbad wurde 2010 aufgrund hoher Energiekosten und einer benötigten, sehr teuren Sanierung trotz Protesten einiger Eltern geschlossen und zu einer Gymnastikhalle umgebaut. Seit 1996 gibt es zum Rhein hin eine Hochwasserschutzmauer, nachdem der Sportplatz in den Jahren zuvor mehrfach überflutet worden war. Diese hält das Wasser bis zu einem Rheinpegel von 9,60 m zurück.
Vom Sportgelände führt eine Brücke über die Elsa-Brändström-Straße zu den Unterrichtsräumen. Auf der ehemaligen Terrasse über dem naturwissenschaftlichen Trakt wurde 2012 die Mensa fertiggestellt, die auch von Schürmann entworfen worden war. Im Gegensatz zum Rest des Gebäudes besteht die Mensa aus sehr wenig Beton und bietet durch große Fensterfronten einen Blick auf den Rhein.
Trotz der massiven Bauweise aus Sichtbeton ist das Gebäude lichtdurchflutet. Es gibt mehrere begrünte Lichthöfe, bodentiefe Fensterausschnitte sowie Fenster in den Klassenräumen von zwei Seiten.
Die Schule verfügt des Weiteren über eine große Aula mit Pfeifen-Orgel und ein Tonstudio. Kurz nach der Fertigstellung galt die Schule als eine der modernsten in der damaligen Bundesrepublik.

### Verkehr
Rund anderthalb Kilometer entfernt vom Kardinal-Frings-Gymnasium ist die Autobahnanschlussstelle Bonn-Ramersdorf der A562, die zur Konrad-Adenauer-Brücke führt, genau so weit ist es auch bis zur B56 und der Kennedybrücke.
Direkt am Schulgelände halten die beiden im 20-Minuten-Takt fahrenden Buslinien 606 und 607, die Fahrtmöglichkeiten nach Ramersdorf in die eine Richtung sowie zum Konrad-Adenauer-Platz und zum Hauptbahnhof in der anderen Richtung bieten. Über die rund 500 Meter entfernte Haltestelle Limperich Nord ist das KFG an die Siebengebirgsbahn angeschlossen, der Beueler Bahnhof ist mit den öffentlichen Verkehrsmitteln in wenigen Minuten von der Schule zu erreichen.

## Schulprofil

### Schule in freier Trägerschaft
Obwohl das KFG eine Privatschule ist, wird kein Schulgeld erhoben. Die Lehrer haben dieselbe Ausbildung wie Lehrkräfte an öffentlichen Gymnasien und es gelten auch dieselben Leistungsanforderungen. Zeugnisse und Schulabschlüsse sind denen der öffentlichen Schulen gleichgestellt.

### Religiöses Profil

#### Pro hominibus constitutus – Für die Menschen bestellt
Der Wahlspruch von Schulgründer Josef Kardinal Frings ist zugleich auch das Motto der Schule.

#### Schulseelsorge
Schulgottesdienste finden zweiwöchentlich getrennt für verschiedene Altersstufen in der Heilig-Kreuz-Kirche statt.
Die Schule hat eine eigene Schulseelsorgerin, die auch als Religionslehrerin tätig ist. Weitere religiöse Angebote sind Frühschichten, Besinnungstage, Mediationen und Wallfahrten. Im Gegensatz zu vielen staatlichen Schulen muss der Religionsunterricht am KFG durchgehend besucht werden und kann nicht durch das Fach Philosophie ersetzt werden, welches jedoch auch an der Schule unterrichtet wird.
Seit 2023 ist Pastoralreferentin Andrea Windhorst-Riede Schulseelsorgerin am KFG. Sie folgte auf Pfarrer Andreas Haermeyer, der seit 2003 dieses Amt innehatte. Dessen Vorgänger Peter Kohlgraf ist seit 2017 Bischof von Mainz ist.

#### Andere Konfessionen am KFG
Obwohl das KFG eine katholische Schule ist, gehören rund 20 % der Schüler anderen Konfessionen an. Pro Jahrgang gibt es einen evangelischen Religionskurs. Außerdem finden regelmäßig ökumenische Schulgottesdienste statt.

### Fremdsprachen

#### Englisch
Englisch wird am KFG von der 5. bis zur 9. Klasse verpflichtend unterrichtet. In der Oberstufe kann das Fach als Grund- oder Leistungskurs fortgeführt werden.

#### Latein
Auch das Fach Latein muss belegt werden, wahlweise ab Klasse 7 (2. Fremdsprache) oder direkt ab Klasse 5 (1. Fremdsprache). Am Ende der Einführungsphase der Oberstufe erhalten die Schüler bei mindestens ausreichenden Leistungen das Latinum. Anschließend kann das Fach als Grund- oder Leistungskurs fortgeführt werden.

#### Französisch
In den Klassen 9 und 10 kann im Differenzierungsbereich neben naturwissenschaftlichen und gesellschaftswissenschaftlichen Fächerkombinationen auch Französisch als weitere Fremdsprache gewählt werden. Auch das Fach Französisch kann in der Oberstufe fortgeführt werden. Zudem gibt es die Möglichkeit, das international anerkannte DELF-Diplom des französischen Bildungsministeriums zu erlangen.

#### Spanisch
In der Oberstufe kann Spanisch als neueinsteigende Fremdsprache als Grundkurs belegt werden.

#### Italienisch
Für Schüler ab Klasse 9 gibt es einen Sprachkurs Italienisch auf freiwilliger Basis.

### MINT-freundliche Schule
Das KFG hat in den sogenannten MINT-Fächern (Mathematik, Informatik, Naturwissenschaften und Technik) Kooperationen mit regionalen Unternehmen geschlossen. Dies sind: Steyler Ethik Bank (Mathematik), amcm (Informatik), Carl Zeiss (Naturwissenschaften) und Kautex Maschinenbau (Technik). Die Schule besitzt zwei Fluoreszenzmikroskope im Wert von mehreren Zehntausend Euro, die von Unternehmen gespendet wurden, nachdem diese sie nicht mehr benötigten. Im Bereich der Naturwissenschaften gehört die Schule zu den am besten ausgestatteten Schulen der Region und ist daher auch Stützpunktschule für Chemie-Fortbildungen der Bezirksregierung Köln. Einmal im Jahr veranstaltet die Schule einen Grundschultag, bei dem Oberstufenschüler mit Grundschulkindern experimentieren und diese für die Naturwissenschaften begeistern sollen.
Seit 2016 ist das Kardinal-Frings-Gymnasium MINT-freundliche Schule. Die Ehrung erfolgte am 27. September auf dem MNU-Kongress in Dortmund, 2019 und 2022 wurde die Schule jeweils erneut ausgezeichnet. 2022 folgte zudem die Auszeichnung zur Digitalen Schule.

#### Live-Schalte zur Internationalen Raumstation ISS
Am 3. Juli 2018 fand auf dem Sportgelände der Schule ein großes Schulfest zur horizons-Mission des deutschen ESA-Astronauten Alexander Gerst statt. Höhepunkt war eine rund zehnminütige Live-Schalte zu Gerst, der von der Internationalen Raumstation ISS aus die Fragen der Schüler beantwortete. Die Raumstation befand sich zu diesem Zeitpunkt direkt über Bonn, weswegen der Zeitraum eingeschränkt war. Während Gersts Mission sind insgesamt zehn Funkkontakte zu Schulen geplant, sie sind Teil des ARISS-Projekts und werden vom Deutschen Amateur-Radio-Club (DARC) und dem Deutschen Zentrum für Luft- und Raumfahrt (DLR) durchgeführt. Im Rahmen der Veranstaltung wurden Experimente und Projekte vorgestellt, die Gerst während seiner Mission im All durchführen wird und die vom DLR betreut werden. Zu Gast waren unter anderem die NRW-Wissenschaftsministerin Isabel Pfeiffer-Poensgen, der Landtagsabgeordnete Guido Déus, der ehemalige Astronaut Reinhold Ewald und DLR-Vorstand Walther Pelzer.

### Cambridge English Exam Preparation Centre
Das Kardinal-Frings-Gymnasium wurde 2016 von der University of Cambridge als Cambridge English Exam Preparation Centre ausgezeichnet. Die Auszeichnung wurde verliehen, weil eine herausragend große Anzahl an Schülern die Prüfungen für Cambridge-Zertifikate, die das KFG als eine von ganz wenigen Schulen selbst durchführt, bestanden hat.

### Bilingualer Unterricht
Im Rahmen des Differenzierungsbereichs können die Schüler in den Klassen 8 und 9 neben naturwissenschaftlichen Fächern und dem Fach Französisch auch eine gesellschaftswissenschaftliche Fächerkombination (Politik, Geschichte und Geographie) in englischer Sprache wählen. Außerdem gibt es in der Stufe 10 derzeit einen bilingualen Religions-Kurs.

## Soziales Engagement

### Armenienprojekt

#### Anfänge
Im Jahr 2001 wollte die Schule durch ein eigenes Schulprojekt abseits der großen Hilfswerke den Weihespruch von Schulgründer Kardinal Frings (Pro hominibus constitutus – Für die Menschen bestellt) verwirklichen. Klar war, dass Kindern in einem Land geholfen werden sollte, das nicht direkt im Fokus der bekannten Hilfswerke steht. Die Wahl fiel schließlich auf die Kaukasusrepublik Armenien. Gründe für die Wahl waren die lange christliche Tradition Armeniens als erstes christliches Land der Erde, der Völkermord an den Armeniern und die Mitschuld des Deutschen Kaiserreichs daran sowie das Erdbeben in Armenien 1988. Aus letzterem Grund konzentriert sich das Projekt auf den Norden Armeniens, besonders auf die Region Schirak und deren Hauptstadt Gjumri. Dort befinden sich die beiden Partnerschulen, die Tscharenzschule und die Tumanyanschule.

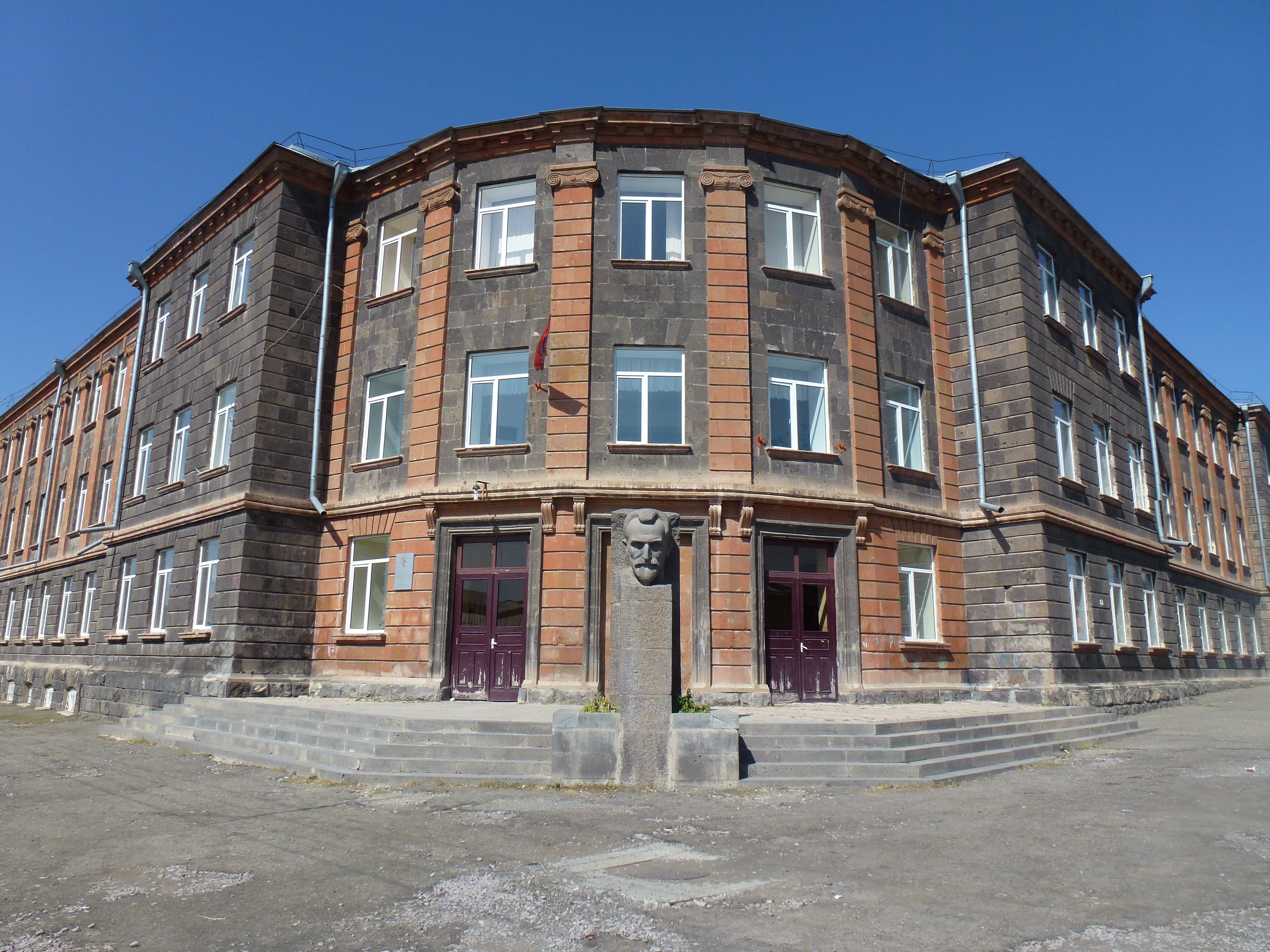
Die Tumanyan-Oberschule im nordarmenischen Gjumri, eine der beiden KFG-Partnerschulen

Offizieller Startschuss des Projektes war die Übergabe einer armenischen Bibel an den damaligen Kölner Erzbischof Kardinal Meisner bei seinem Besuch des KFG im Jahr 2002.

#### Minimarathon
Jedes Jahr im Herbst wird der Minimarathon-Lauf veranstaltet, bei dem die Schüler vor dem Lauf Sponsoren suchen, die jede gelaufene Runde vergüten. Das dabei erlaufene Geld wird für die Projekte des KFG in Armenien verwendet. Auf diese Weise sind seit Projektbeginn 2002 mehr als 250.000 Euro zusammengekommen. (Stand: Dezember 2017)

#### Förderung des Deutschunterrichtes
Ein Teil des Geldes wird für die Beschaffung von Unterrichtsmaterialien für den Deutschunterricht der beiden Partnerschulen in Gjumri sowie zusätzliche Deutschstunden verwendet. Außerdem gibt es Zuschüsse für die Prüfungsgebühren zu den Deutsch-Zertifikaten des Goethe-Instituts.

#### Schüleraustausch
Seit 2002 ist alle zwei Jahre eine Reisegruppe der Schule bestehend aus Schülern, Lehrern und Eltern nach Armenien gereist, um sich die unterstützten Projekte vor Ort anzusehen und das Land kennenzulernen. Die Schüler wohnen zeitweise in Gastfamilien vor Ort und müssen die Reise komplett selber bezahlen. Im Gegenzug sind seit 2004 ebenfalls alle zwei Jahre Schülergruppen aus Armenien mit ihren Lehrern in Gastfamilien in Bonn zu Gast, um ihre Deutschkenntnisse zu verbessern. Weil die Schüler der beiden Partnerschulen die Reisekosten nicht bezahlen können, werden diese durch Spendengelder des Minimarathons finanziert.
Bis 2008 hatte das KFG noch eine weitere Partnerschule in der armenischen Hauptstadt Jerewan, die Mesrop-Maschtoz-Schule, deren Schüler die Flugtickets jedoch selber bezahlen konnten. Aus diesem Grund litt die Glaubwürdigkeit des Projektes, weshalb die Schulpartnerschaft beendet wurde.

#### Hilfsprojekte mit der Caritas Armenien
Der größte Teil des Geldes wird für bauliche Projekte an Dorfschulen in der Region Schirak verwendet, die in Zusammenarbeit mit der Caritas Armenien durchgeführt werden. Die Caritas schlägt dabei Projekte vor, zwischen denen sich die Verantwortlichen am KFG dann entscheiden. Planung und Bau übernimmt die Caritas, sodass eine ordnungsgemäße Verwendung der Gelder garantiert ist. In der Regel werden alle unterstützten Projekte, entweder vor oder nach Durchführung der Baumaßnahme, von einer KFG-Reisegruppe besucht. Für die meist kleinen ländlichen Schulen ist dies oft ein großes Ereignis, auf das sich Schüler und Lehrer wochenlang vorbereiten. Hilfe erhielten insgesamt rund 60 armenische Schulen. Anfangs waren es kleinere Sachspenden, später größere bauliche Maßnahmen, wie Dachsanierungen, neue Toiletten oder Sportanlagen. Das Projekt wird bei der Caritas Armenien unter dem Namen German Friendship geführt.
Einige Jahre lang wurden auch Containerfamilien unterstützt, die unter katastrophalen Bedingungen leben mussten.

#### Bedeutung des Projektes
Das Projekt hat für die beteiligten Menschen in Armenien einen sehr großen Stellenwert. Für die Austauschschüler ist die Reise nach Deutschland eine einmalige Gelegenheit und oftmals mit viel Hoffnung verbunden. 40 ehemalige Schüler der beiden Partnerschulen haben ein Germanistikstudium begonnen, einige haben auch in Deutschland studiert. Für die geförderten Dorfschulen ist die Unterstützung ebenfalls besonders, weil sie von der Regierung wenig bis gar keine Förderung erhalten.
Das KFG ist die einzige Schule in Deutschland mit einer längeren armenischen Schulpartnerschaft sowie die einzige, deren Projekt nicht von den beiden Regierungen initiiert worden ist. In der Stadt Gjumri und im Umland ist das Projekt sehr bekannt. Seit seinem Amtsantritt im Sommer 2015 ist der armenische Botschafter in Deutschland Aschot Smbatjan, regelmäßiger Gast in Beuel. Bei einem diplomatischen Empfang zum 25. Jahrestag der Aufnahme diplomatischer Beziehungen zwischen Deutschland und Armenien im September 2017 in Berlin hob der Botschafter das Armenienprojekt des KFG als hervorragendes Beispiel kultureller Zusammenarbeit hervor. Zusätzlich gibt es einen engen Kontakt zum Verein armenischer Frauen in Deutschland Silva Kaputikian e. V. aus Köln. 2013 gedachte man gemeinsam des Genozides, 2014 besuchte eine deutsch-armenische Gruppe das Fußball-Länderspiel Deutschland-Armenien in Mainz. Wegen seines langjährigen persönlichen Einsatzes für das Armenienprojekt wurde Werner Blume, der Initiator des Projektes, am 22. Dezember 2015 vom Bonner Oberbürgermeister Ashok Sridharan mit dem Bundesverdienstkreuz am Bande ausgezeichnet, 2017 erhielt er die goldene Ehrenmedaille des Ministeriums für Bildung und Wissenschaft der Republik Armenien. Aufgrund der langen Osteuropa-Partnerschaft fand am 12. Mai 2017 die bundesweite Eröffnung der Renovabis-Pfingstaktion in der Schulaula statt.

### KFG hilft
Im Zuge der Flüchtlingskrise entschloss sich die Schule, ein neues Hilfsprojekt zu initiieren, welches Menschen in der Region helfen soll. KFG hilft wurde beim Patrozinium 2016 vorgestellt und ist vorrangig dazu gedacht, um Geflüchtete zu unterstützen. Das Geld wird bei einem jährlich stattfindendem Sozialarbeitstag der Schüler erwirtschaftet. Am 10. November 2017 überreichte die Schülervertretung Peter Kohlgraf, dem Bischof von Mainz und ehemaligem KFG-Schulseeslorger, anlässlich seines Besuches einen Scheck in Höhe von 2.000 € für die Flüchtlingshilfe im Bistum Mainz.

### Kardinal-Frings-Sozialpreis
Seit 2009 verleiht der Förderverein anlässlich des Patroziniums jedes Jahr den KFG-Sozialpreis an Gruppen oder Einzelpersonen, die sich durch ihr soziales Engagement an der Schule besonders hervorheben.

### Frühere Projekte
Bereits seit 1969 gab es soziale Aktionen. Die Schüler verkauften z. B. Weihnachtsbäume, sammelten Geld und beteiligten sich an Hungermärschen für die Hilfe Bedürftiger. Im Jahr 2010 gab es eine große Spendenkampagne für die Opfer des Erdbebens in Haiti, an der sich auch die Partnerschulen in Armenien beteiligten.

## Musik und Theater

### Musik

#### Forum Instrumentale
Jede Woche kommen Instrumentallehrer an die Schule, um den Schülern Unterricht zu geben. Nahezu alle Musikinstrumente werden unterrichtet. Außerdem gibt es die Möglichkeit, sich ein Instrument bei der Schule auszuleihen. Ziel ist es, auf diese Weise Nachwuchs für die Orchester der Schule zu gewinnen.
Jedes Jahr veranstaltet das Forum Instrumentale am Muttertag das Frühlingskonzert Auf der Promenade, am Samstag des 3. Adventswochenendes das Weihnachtskonzert Macht hoch die Tür in der Schulaula.

#### Orchester
Das musikalische Aushängeschild der Schule ist das Symphonische Blasorchester mit rund 100 Musikern, welches 1982 von Musiklehrer Andreas Berger gegründet wurde. Es ist das größte Orchester einer Bonner Schule. Seit 1986 gibt es auch noch ein Kammerorchester. Die Orchester spielen sowohl bei Schulveranstaltungen wie dem Patrozinium oder dem Tag der offenen Tür, vertreten die Schule aber auch bei Karnevalszügen, Martinszügen, Fronleichnamsprozessionen oder Konzerten im Bonner Münster. Am 1. Juni 1996 spielte das Blasorchester beim Fußball-Länderspiel Deutschland-Frankreich die Nationalhymnen, am 27. August 2017 im Rahmen der Bischofsweihe des ehemaligen Schulseelsorgers Peter Kohlgraf auf dem Mainzer Marktplatz.

#### Bands

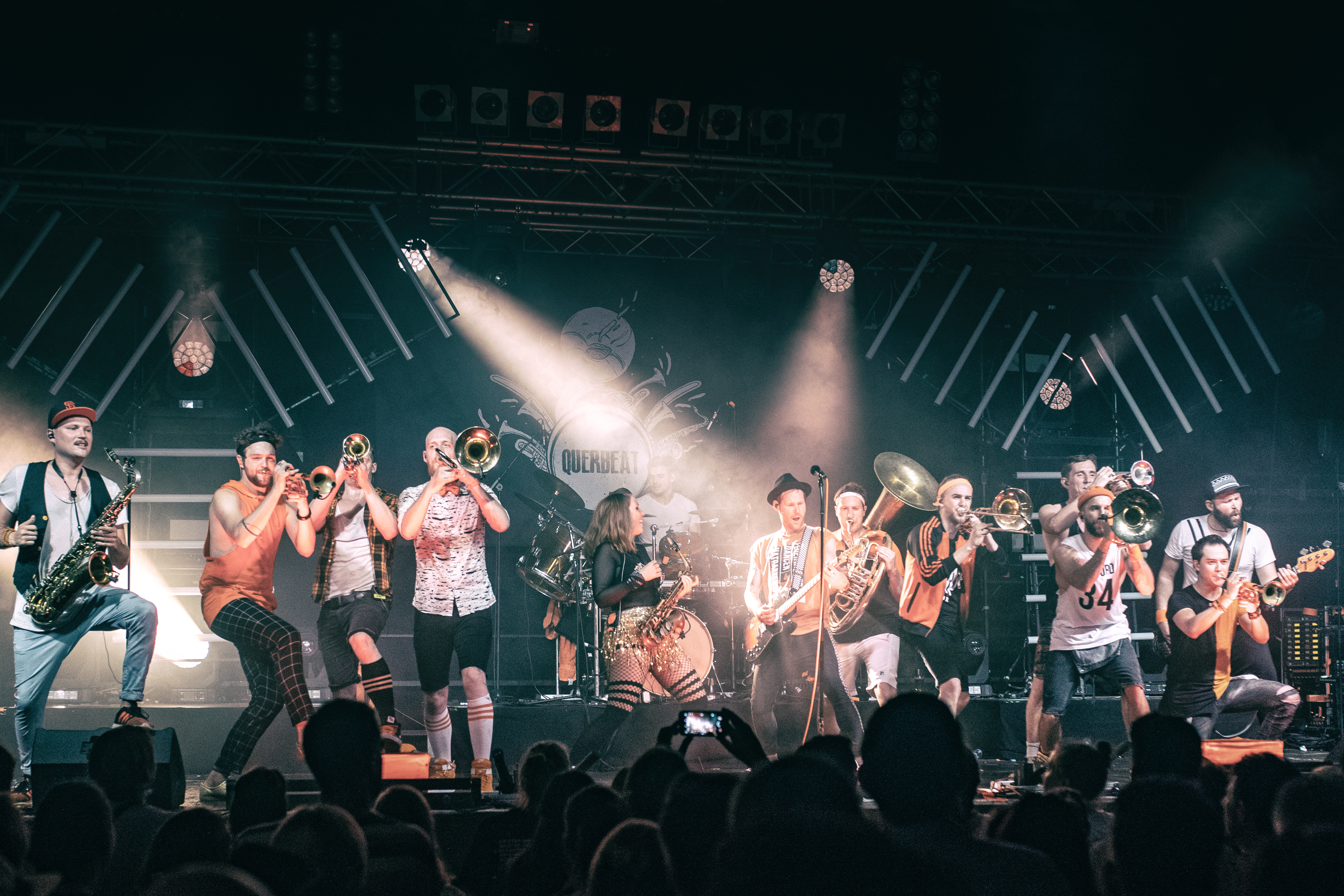
Querbeat – Die Brass & Marching-Band besteht größtenteils aus ehemaligen Schülern des KFGs

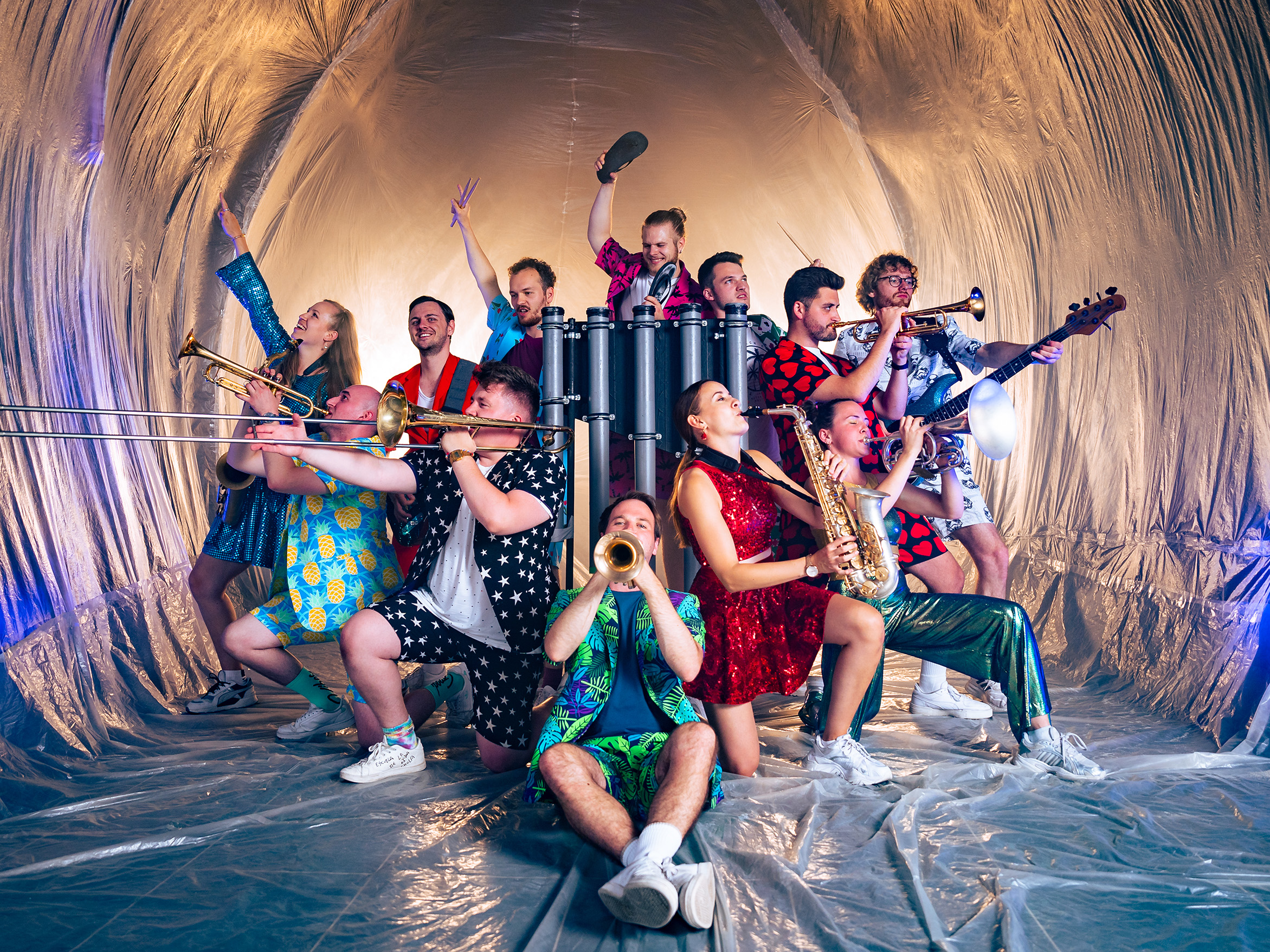
Band Druckluft (2022)

Erhard Rau, Instrumentallehrer an der Schule und Trompeter bei Köbes Underground, gründete am KFG insgesamt vier Brassbands, die jeweils als Schülerbands starteten und inzwischen weit über die Grenzen von Bonn hinaus Bekanntheit erlangten. Der Express bezeichnete das KFG als „Wiege der Gute-Laune-Musik, Keimzelle kreativer Brass-Sounds und mitreißender Rhythmen“.
Die bekannteste der Bands ist Querbeat, die 2001 aus der Bigband der Schule heraus gegründet worden war. Seit 2007 spielen die Musiker im Kölner Karneval und treten inzwischen europaweit auf. 2019 drehten sie auf dem Dach der Schule das Musikvideo ihres Songs Heimatkaff.
2009 wurde die Band Druckluft am KFG gegründet und 2016 Knallblech. Beide starteten ebenfalls im Karneval durch und treten auf diversen Festivals auf. 2023 folgte BrassGaz als bislang jüngste Brassband.
Als Schülerband besteht seit 2004 die Rock-Pop-Band Lemon Dust unter der Leitung von Tim Haenelt.

#### Orgel

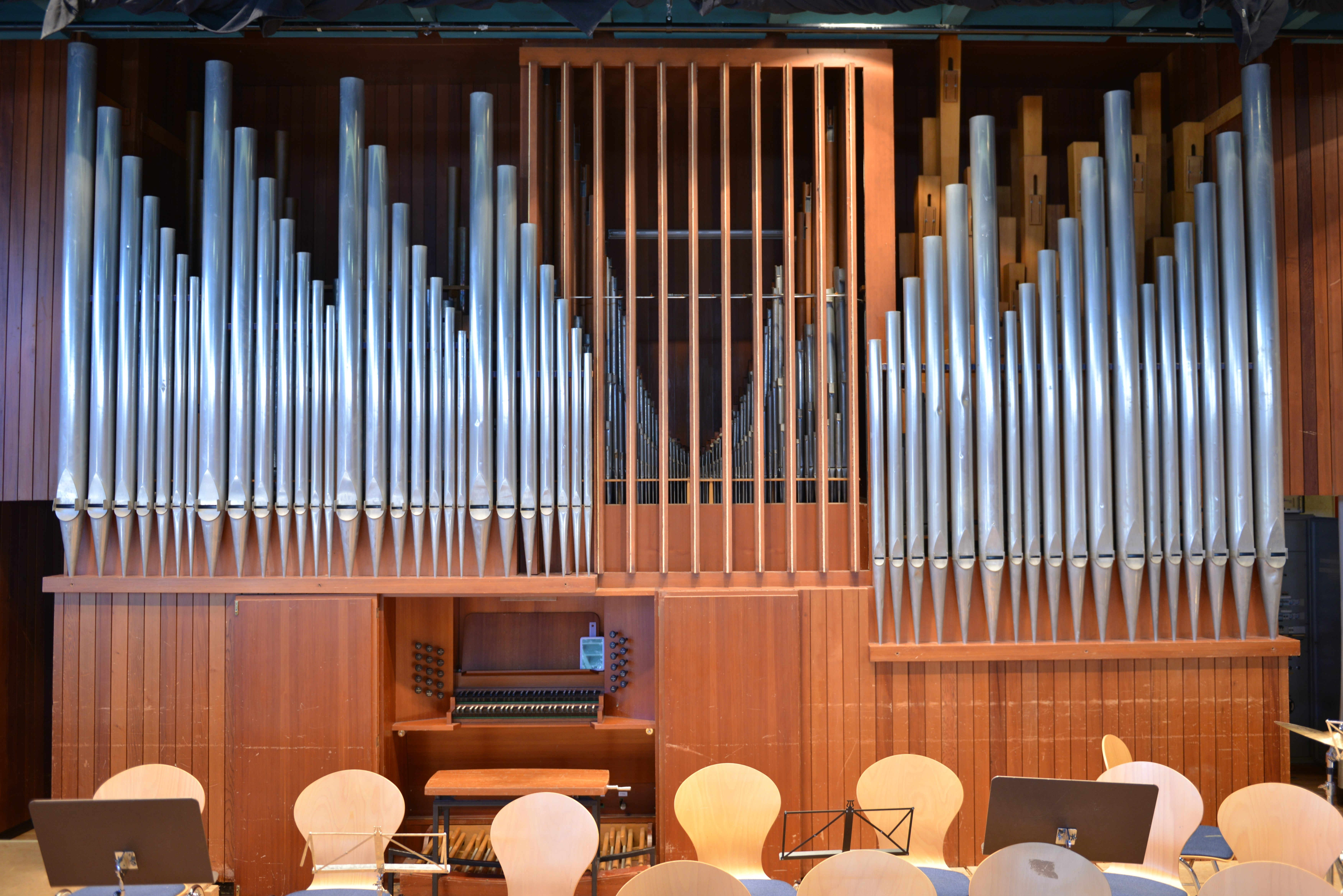
Walcker-Orgel in der Aula des KFG

Das KFG verfügt über eine Pfeifenorgel in der Schulaula. Das Instrument wurde 1968 als Opus 5238 der Orgelbaufirma Walcker erbaut und seitdem nicht verändert. Die Orgel hat vollmechanische Spiel- und Registertrakturen und verfügt über 24 Register auf zwei Manualen und Pedal bei folgender Disposition:
| I Hauptwerk C–g3 |              |       |
| 1.               | Quintade     | 16′   |
| 2.               | Prinzipal    | 8′    |
| 3.               | Holzgedackt  | 8′    |
| 4.               | Oktave       | 4′    |
| 5.               | Gemshorn     | 4′    |
| 6.               | Superoktave  | 2′    |
| 7.               | Mixtur IV-VI | 1 ⁄3′ |
| 8.               | Trompete     | 8′    |
|                  | Tremolo      |       |

| II Schwellwerk C–g3 |                   |       |
| 16.                 | Viola di Gamba    | 8′    |
| 17.                 | Rohrflöte         | 8′    |
| 18.                 | Prinzipal         | 4′    |
| 19.                 | Koppelflöte       | 4′    |
| 20.                 | Schweizerpfeife   | 2′    |
| 21.                 | Siffquinte        | 1 ⁄3′ |
| 22.                 | Scharff III       | 1′    |
| 23.                 | Sesquialter I-III | 2 ⁄3′ |
| 24.                 | Holzdulzian       | 16′   |
| 25.                 | Oboe              | 8′    |
|                     | Tremolo           |       |

| Pedal C–f1 |                  |       |
| 10.        | Subbass          | 16′   |
| 11.        | Offenbass        | 8′    |
| 12.        | Pommer           | 8′    |
| 13.        | Choralbass       | 4′    |
| 14.        | Rauschpfeife III | 2 ⁄3′ |
| 15.        | Posaune          | 16′   |

- Koppeln
  - Normalkoppeln: II/I, I/P, II/P

### Theater
Seit dem Schuljahr 1999/2000 führt der Literatur-Kurs der Stufe Q1 unter dem Namen Kardinal-Frings-Theater Theaterstücke auf. 2015 gewann die Gruppe mit der Inszenierung des Stücks Die letzten Tage der Menschheit von Karl Kraus den Bonner Kobold beim Schultheaterfestival Spotlight der Jungen Theatergemeinde Bonn. Einer der Hauptdarsteller war der spätere Filmschauspieler Tobias Schäfer.
Seit 2009 gibt es die English Drama Group, die Theaterstücke in englischer Sprache spielt.

## Arbeitsgemeinschaften

### Medien
Seit dem Schuljahr 2012/13 gibt es eine Film-AG am Kardinal-Frings-Gymnasium. Die Schüler produzieren kleine Filme und Dokumentationen über Veranstaltungen und Projekte der Schule und veröffentlichen diese auf der Schulhomepage. Bekannte Interviewpartner waren unter anderem Rainer Maria Kardinal Woelki, Ansgar Puff, Aschot Smbatjan und Peter Kohlgraf.
1998 entstand auf Initiative des ehemaligen Schülers und Hörfunkjournalisten Volkmar Kramarz der Radio-Projektkurs Frings on Air. In einem 1968 eingerichteten und 1996 erneuerten Tonstudio im Kellergeschoss des Schulgebäudes werden die Radiobeiträge aufgenommen. Themen der Sendungen sind Interviews mit oftmals prominenten Persönlichkeiten, Berufsvorstellungen und Themen aus der Region Bonn. Jeden zweiten Sonntag im Monat ist Frings on Air um 20 Uhr auf Radio Bonn/Rhein-Sieg zu hören.
Seit dem Schuljahr 2019/20 hat Frings Online den ehemaligen Jahrbuch-Literaturkurs abgelöst. Zu finden sind die Frings-Online-Kanäle auf Instagram und Facebook. Ziel ist es, tagesaktuelle Informationen der Schulgemeinde zu veröffentlichen. So dienen die Social-Media-Kanäle auch als Medium für die Schulleitung, für verschiedene Fachgruppen bzw. AGs und die SV.

### Soziales
1997 wurde der Schulsanitätsdienst gegründet. Rund 50 als Ersthelfer ausgebildete Schüler leisten in Notfällen Erste Hilfe. Zudem sind sie in den Pausen und bei Schulveranstaltungen immer ansprechbar.
Die Streitschlichter helfen bei Streitigkeiten und übernehmen auch die Klassenpatenschaft für die neuen 5. Klassen. 2022 wurde das KFG als erste Schule im Sekundarbereich nach dem Bensberger Mediations-Modell zertifiziert.
Die Umwelt-AG kümmert sich um Aktionen zum Umweltschutz, z. B. die Einführung von Recyclingpapier, Begrünung des Schulgeländes, Recyclen von Handys oder die Pfandbox, bei der der Erlös von weggeworfenen Pfandflaschen gespendet wird.
Seit Januar 2018 gibt es die Sozial-AG an der Schule, in deren Rahmen Schüler eine Stunde pro Woche in einer sozialen Einrichtung mithelfen und weitere gemeinsame soziale Projekte durchführen.

### Sport
Derzeit gibt es an der Schule eine Lauf-, (Beach)Volleyball- und Basketball-AG.

## Förderverein
1973 wurde der Förderverein der Schule (Freunde, Förderer und Ehemalige des Kardinal-Frings-Gymnasiums Bonn – Beuel e. V.) gegründet, der Aktionen und Projekte finanziell unterstützt. Hierzu gehören die Anschaffung von Unterrichtsmaterialien wie Experimentierkästen, Bücher und Chemikalien, aber auch die Verbesserung der technischen Ausstattung des KFGs durch Laptops, Tablet-Computer, Beamer und Whiteboards. Auch die Orchester, das Theater und die Arbeitsgemeinschaften erhalten Unterstützung. Viele Jahre lang hat der Förderverein die Cafeteria der Schule betrieben. Neben finanzieller Hilfe verleiht der Förderverein jedes Jahr den Kardinal-Frings-Sozialpreis.

## Erfolge
Bei sowohl schulinternen als auch externen Wettbewerben erreichen die Schüler jährlich vordere Plätze. Dazu gehören z. B. die Deutsche Chemie-Olympiade und die Mathematikolympiade. Bei den Wettbewerben HEUREKA! Weltkunde und HEUREKA! Mensch und Natur erreichten die Schüler regelmäßig 1. Plätze auf Bundes- und Landesebene. In den Jahren 2012 und 2014 gewann der Leistungskurs Sozialwissenschaften den Wettbewerb Chef für einen Tag. 2016 gewann eine Schülergruppe den Regionalentscheid NRW-Süd des Wettbewerbs Business@School der Boston Consulting Group und durfte zum Bundesfinale nach München fahren.
Auch sportlich ist die Schule sehr erfolgreich: 2009 wurde der Schüler Felix Krane Junioren-Weltmeister im Rudern mit dem Deutschland-Achter. Im Jahr 2010 erreichte die Schulstaffel des KFG die ersten Plätze sowohl beim RheinEnergie-Marathon Bonn als auch beim Köln Marathon. 2011 gelang in Bonn die Titelverteidigung und damit der Gesamtsieg in der RheinCup-Wertung. 2017 wurde das KFG beim Bonn-Marathon erneut beste Bonner Schule. Die B-Jugend-Fußballer wurden 2017 Stadtmeister.

## Trivia
Das KFG ist Teil der Handlung des Kinofilms Der Vorname von Sönke Wortmann.

## Persönlichkeiten

### Schüler
- Jürgen Schüttler (* 1953), Dekan der Medizinischen Fakultät der Friedrich-Alexander-Universität Erlangen-Nürnberg (Abitur 1973)
- Volkmar Kramarz (* 1954), Musikwissenschaftler und Journalist (Abitur 1972)
- Sebastian Schuster (* 1956), CDU-Politiker und Landrat des Rhein-Sieg-Kreises (Abitur 1975)
- Bruno Kahl (* 1962), Präsident des Bundesnachrichtendienstes (Abitur 1981)
- Markus Kurth (* 1966), MdB für Bündnis 90/Die Grünen (Abitur 1985)
- Simeon Wester OCist (* 1967), Prior des Klosters Maria Friedenshort
- Sven Komp, Sänger der Coverband Still Collins (Abitur 1987)[91]
- Sven-Ole Frahm, Künstler (Abitur 1991)[92]
- Uwe Brinkmann (* 1977), Bürgermeister von Bad Schwartau (Abitur 1997)
- Sophie Hunger (* 1983), Schweizer Sängerin[93]
- Martin Metz (* 1983), Politiker (Bündnis 90/Die Grünen) und Landtagsabgeordneter (Abitur 2002)
- Jan-Ingwer Callsen-Bracker (* 1984), Profi-Fußballer beim FC Augsburg (Abitur 2004)
- Moritz auf der Heide (* 1987), Langstrecken- und Ultraläufer (Abitur 2007)
- Fabian Thülig (* 1989), ehemaliger Basketballspieler der Telekom Baskets Bonn (Abitur 2009)
- Deborah Schöneborn (* 1994), Moderne Fünfkämpferin und Leichtathletin (Abitur 2013)
- Rabea Schöneborn (* 1994), Moderne Fünfkämpferin und Leichtathletin (Abitur 2013)[94]
- Tobias Schäfer (* 1997), Schauspieler (Abitur 2016)
- Zachary Ensminger (* 2001), Basketballspieler (Schüler 2011–2013)
- Die Bands Querbeat, Druckluft und Knallblech starteten als Schülerbands am KFG[54]

### Lehrer
- Peter Kohlgraf (* 1967), Schulseelsorger und Religionslehrer am KFG von 1999 bis 2003, Bischof von Mainz[95]
- Miriam Marx (* 1987), Lehrerin seit 2012, Fußballtrainerin und ehemalige -spielerin
- Ulrich Moskopp (* 1961), Lehrer seit 2014, Künstler
- Michael Laufer, Lehrer von 1981 bis 1994, Basketballtrainer und -funktionär
- Erhard Rau, Instrumentallehrer am KFG seit 1982, Gründer von Querbeat, Druckluft und Knallblech; Trompeter bei Köbes Underground, der Band der Kölner Stunksitzung[54][52]
- Andreas Berger, Lehrer von 1982 bis 2019[96], bekannter Trompeter sowie Leiter des Blasorchesters der Schule
- Werner Blume, Lehrer von 1983 bis 2015, Initiator des Armenienprojektes der Schule sowie Träger des Bundesverdienstkreuzes

## Partnerschulen
- Tscharenzschule (Gjumri, Armenien)[97]
- Tumanyanschule (Gjumri, Armenien)[97]
- The King´s School (Sydney, Australien)[98]
- Central Coast Grammar School (Erina, Australien)[98]
- Colegio Alemán (Santiago de Chile, Chile)[99]
- Liceo Linguistico des Collegio Vescovile Pio X (Treviso, Italien)[88][100]
- CEU Sanchinarro (Madrid, Spanien)[88]
- Colegio Santa Maria Magdalena Sofia (Palma de Mallorca, Spanien)[100]
- Außerdem Teilnahme am Erasmus+-Programm der Europäischen Kommission[101]

## Belege
1. ↑  Information auf der Seite Schule Suchen des Schulministeriums Nordrhein-Westfalen. Zuletzt abgerufen am 8. Februar 2023.
2. ↑  Lehrerkollegium. (PDF) August 2024, abgerufen am 6. Oktober 2024.
3. 1 2 3  Schulleitung. Abgerufen am 31. Juli 2017.
4. ↑  Joachim Schürmann Architekten: Kardinal-Frings Gymnasium Bonn-Beuel. Abgerufen am 17. März 2018.
5. 1 2 3 4 5 6 7 8 9  Jahrbuch-AG des KFG: 1964–2014 – 50 Jahre Kardinal-Frings-Gymnasium Bonn-Beuel. Hrsg.: Kardinal-Frings-Gymnasium Bonn-Beuel. Bonn 2014.
6. ↑  Johanna Heinz: Kardinal-Frings-Gymnasium – Heute vor 50 Jahren wurde die Schule eröffnet. In: General-Anzeiger Bonn. Bonner Zeitungsdruckerei und Verlagsanstalt H. Neusser GmbH, Bonn 8. April 2014 (general-anzeiger-bonn.de [abgerufen am 31. Juli 2017]).
7. ↑  Anke Vehmeier: 50 Jahre Kardinal-Frings-Gymnasium – Festwoche endet mit Feier und Projektpräsentationen. In: General-Anzeiger Bonn. Bonner Zeitungsdruckerei und Verlagsanstalt H. Neusser GmbH, Bonn 15. Juni 2014 (general-anzeiger-bonn.de [abgerufen am 31. Juli 2017]).
8. ↑  Holger Willcke: Kardinal-Frings-Gymnasium – Ein kardinaler Tag. In: General-Anzeiger Bonn. Bonner Zeitungsdruckerei und Verlagsanstalt H. Neusser GmbH, Bonn 16. Dezember 2014 (general-anzeiger-bonn.de [abgerufen am 31. Juli 2017]).
9. 1 2 3  Kirchenzeitung für das Erzbistum Köln: Stabwechsel im KFG. Nr. 27-28/08. Köln 4. Juli 2008.
10. ↑  Holger Willcke: Schwimmbad-Schließung in Limperich ärgert Eltern. In: General-Anzeiger Bonn. Bonner Zeitungsdruckerei und Verlagsanstalt H. Neusser GmbH, Bonn 20. April 2010 (general-anzeiger-bonn.de [abgerufen am 7. August 2017]).
11. ↑  Frank Auffenberg: Gymnastik in der Schwimmhalle des Kardinal-Frings-Gymnasiums. In: General-Anzeiger Bonn. Bonner Zeitungsdruckerei und Verlagsanstalt H. Neusser GmbH, Bonn 9. Februar 2012 (general-anzeiger-bonn.de [abgerufen am 7. August 2017]).
12. ↑  KFG-Hausmeister geht nach 41 Jahren in den Ruhestand. In: General-Anzeiger Bonn. Bonner Zeitungsdruckerei und Verlagsanstalt H. Neusser GmbH, Bonn 20. Dezember 2010 (general-anzeiger-bonn.de [abgerufen am 8. Februar 2018]).
13. ↑  Nicolas Ottersbach: Menschen am Fluss – Marcin Bednarski ist als Schulhausmeister der Mann für alle Fälle. In: General-Anzeiger Bonn. Bonner Zeitungsdruckerei und Verlagsanstalt H. Neusser GmbH, Bonn 15. März 2013 (general-anzeiger-bonn.de [abgerufen am 8. Februar 2018]).
14. ↑  Stefan Knopp: Kardinal-Frings-Gymnasium – Bigband spielte zur Mensa-Einweihung in Limperich. In: General-Anzeiger Bonn. Bonner Zeitungsdruckerei und Verlagsanstalt H. Neusser GmbH, Bonn 10. September 2012 (general-anzeiger-bonn.de [abgerufen am 7. August 2017]).
15. ↑  Frank Auffenberg: Ab Herbst werden 400 Schüler in Beuel satt. In: General-Anzeiger Bonn. Bonner Zeitungsdruckerei und Verlagsanstalt H. Neusser GmbH, Bonn 22. März 2011 (general-anzeiger-bonn.de [abgerufen am 7. August 2017]).
16. ↑  Erdrutsch in der Schule. 24. September 2016 (koelnarchitektur.de [abgerufen am 7. August 2017]).
17. ↑  Religiöses Profil. Abgerufen am 1. August 2017.
18. 1 2 3  Schulprogramm. Abgerufen am 6. Oktober 2024.
19. ↑  Schulseelsorge. Abgerufen am 1. August 2017.
20. ↑  Schulseelsorgerin. Abgerufen am 6. Oktober 2024.
21. ↑  Evangelische Schulgottesdienste. Abgerufen am 1. August 2017.
22. ↑  Fachbereich Englisch. Abgerufen am 6. Oktober 2024.
23. ↑  Französisch. Abgerufen am 6. Oktober 2024.
24. ↑  Newsletter der Schulleitung II-2018/19. (PDF) In: www.kfg-bonn.de. Dezember 2018, S. 2, abgerufen am 19. Januar 2019.
25. ↑  Italienisch AG. Abgerufen am 6. Oktober 2024.
26. ↑  MINT. Abgerufen am 1. August 2017.
27. ↑  MINT-Projekte. Abgerufen am 1. August 2017.
28. ↑  Stefan Knopp: Mint-Grundschultage in Bonn – Unterdruck, Elektrostatik und Mikroskopie. In: General-Anzeiger Bonn. Bonner Zeitungsdruckerei und Verlagsanstalt H. Neusser GmbH, Bonn 4. März 2017 (general-anzeiger-bonn.de [abgerufen am 1. Oktober 2017]).
29. ↑  KFG MINT-freundlich. Abgerufen am 30. Oktober 2024.
30. ↑  Leif Kubik: Chat mit Alexander Gerst – Liveschalte in den Weltraum für Bonner Schüler. In: General-Anzeiger Bonn. Bonner Zeitungsdruckerei und Verlagsanstalt H. Neusser GmbH, Bonn 31. Mai 2018 (general-anzeiger-bonn.de [abgerufen am 20. August 2018]).
31. ↑  Von der Erde zur ISS: Von der Sporthalle ins All – Ferngespräch mit Alexander Gerst. In: handelsblatt.com. 3. Juli 2018, abgerufen am 20. August 2018.
32. ↑  DLR: Willkommen auf der Internationalen Raumstation – Schülerinnen und Schüler aus Bonn funken mit Alexander Gerst. In: DLR Portal. (dlr.de [abgerufen am 20. August 2018]).
33. ↑  Holger Willcke: Kardinal-Frings-Gymnasium – Bonner Schüler chatten mit Astronaut Alexander Gerst. In: General-Anzeiger Bonn. Bonner Zeitungsdruckerei und Verlagsanstalt H. Neusser GmbH, Bonn 2. Juli 2018 (general-anzeiger-bonn.de [abgerufen am 20. August 2018]).
34. ↑  Funksignale vom Kardinal-Frings-Gymnasium ins All. (erzbistum-koeln.de [abgerufen am 20. August 2018]).
35. ↑  Archiv 2016. Abgerufen am 1. August 2017.
36. ↑  Bilingual. Abgerufen am 1. August 2017.
37. ↑  KFG: Gymnasiale Oberstufe: Einführungsphase. (PDF) Kardinal-Frings-Gymnasium Bonn-Beuel, Januar 2017, S. 18, archiviert vom Original am 2. August 2017; abgerufen am 1. August 2017.
38. 1 2 3 4 5  KFG: Armenienprojekt – Aktuelles und Chronik. In: Kardinal-Frings-Gymnasium. Abgerufen am 2. Februar 2018.
39. ↑  German Friendship. In: Armenian Caritas. Archiviert vom Original am 2. August 2017; abgerufen am 2. August 2017 (britisches Englisch).
40. ↑  Minimarathon 2015. Abgerufen am 2. August 2017.
41. 1 2  KFG: Newsletter der Schulleitung I-2017/18. Bonn Oktober 2017, S. 1 (kfg-bonn.de [PDF]).
42. ↑  Kardinal-Frings-Gymnasium – Im Mchitarjan-Trikot zum Länderspiel. In: General-Anzeiger Bonn. Bonner Zeitungsdruckerei und Verlagsanstalt H. Neusser GmbH, Bonn 9. Juni 2014 (general-anzeiger-bonn.de [abgerufen am 2. August 2017]).
43. ↑  Film-AG KFG: Bundesverdienstkreuz für Werner Blume. Kardinal-Frings-Gymnasium, Bonn-Beuel, 22. Dezember 2015, abgerufen am 22. September 2017.
44. ↑  Film-AG KFG: Renovabis-Eröffnung 2017. Kardinal-Frings-Gymnasium, Bonn-Beuel, 12. Mai 2017, abgerufen am 2. August 2017.
45. ↑  KFG-hilft. Abgerufen am 2. August 2017.
46. ↑  Stadtdekanat Bonn: Mainzer Bischof Kohlgraf besucht Bonner KFG-Gymnasium. Hrsg.: Erzbistum Köln. Köln 13. November 2017 (erzbistum-koeln.de [abgerufen am 20. Dezember 2017]).
47. ↑  Förderverein: Projekte und Berichte. Abgerufen am 2. August 2017.
48. ↑  Frank Auffenberg: Außergewöhnlicher Einsatz für die Erbebenopfer in Haiti. In: General-Anzeiger Bonn. Bonner Zeitungsdruckerei und Verlagsanstalt H. Neusser GmbH, Bonn 22. April 2010 (general-anzeiger-bonn.de [abgerufen am 8. August 2017]).
49. ↑  Forum Instrumentale. Abgerufen am 8. August 2017.
50. ↑  Rainer Schmidt: Musiklehrer macht seine Schüler topfit – Sitzplätze beim Konzert reichen nicht aus. In: General-Anzeiger Bonn. Band 128, Nr. 38971. Bonner Zeitungsdruckerei und Verlagsanstalt H. Neusser GmbH, Bonn 18. Dezember 2017, S. 28.
51. ↑  Kammerorchester. Abgerufen am 8. August 2017.
52. 1 2  Stefan Knopp: Festkonzert – 103 Musiker sorgen für ein mächtiges Klangbild. In: General-Anzeiger Bonn. Bonner Zeitungsdruckerei und Verlagsanstalt H. Neusser GmbH, Bonn 2. Juni 2012 (general-anzeiger-bonn.de [abgerufen am 8. August 2017]).
53. ↑  Gunild Lohmann: Weihe – Ein Bischof mit Visionen in Mainz. In: General-Anzeiger Bonn. Bonner Zeitungsdruckerei und Verlagsanstalt H. Neusser GmbH, Bonn 27. August 2017 (general-anzeiger-bonn.de [abgerufen am 27. August 2017]).
54. 1 2 3 4  Rainer Schmidt: Gespräch am Wochenende: Andreas Berger spricht über die musikalische Entwicklung am KFG. In: General-Anzeiger Bonn. Bonner Zeitungsdruckerei und Verlagsanstalt H. Neusser GmbH, Bonn 13. Januar 2018 (general-anzeiger-bonn.de [abgerufen am 18. Januar 2018]).
55. 1 2  Stefanie Monien: Querbeat, Druckluft, Knallblech: Bonner Brass-Bands verbindet ein Erfolgsgeheimnis. 14. November 2019, abgerufen am 12. Dezember 2019.
56. ↑  Heinz Dietl: Querbeat im Interview – Ehemalige Mitglieder einer Bonner Schüler-Big-Band erleben großen Durchbruch. In: General-Anzeiger Bonn. Bonner Zeitungsdruckerei und Verlagsanstalt H. Neusser GmbH, Bonn 1. Januar 2017 (general-anzeiger-bonn.de [abgerufen am 20. Januar 2018]).
57. ↑  Holger Willcke: Bönnscher Karneval – „Querbeat“ ist das Aushängeschild – Von Beuel über Köln nach Bonn. In: General-Anzeiger Bonn. Bonner Zeitungsdruckerei und Verlagsanstalt H. Neusser GmbH, Bonn 16. November 2012 (general-anzeiger-bonn.de [abgerufen am 20. Januar 2018]).
58. ↑  Stefanie Monien: Was war da los im „Heimatkaff“?: Querbeat steigen Bonner Schule aufs Dach. 6. November 2019, abgerufen am 8. Januar 2021.
59. ↑  Holger Willcke: Von Musikproben und Videodrehs genervt: Beueler beschweren sich über Lärm in Schule. Abgerufen am 12. Dezember 2019.
60. ↑  Druckluft | Brass- und Performanceband aus Bonn. Abgerufen am 20. Januar 2018.
61. ↑  GA gelistet – Diese Karnevalsbands kommen aus Bonn und der Region. In: General-Anzeiger Bonn. 19. Januar 2018 (general-anzeiger-bonn.de [abgerufen am 20. Januar 2018]).
62. ↑  Knallblech – Brassband meets DJ! Abgerufen am 6. Oktober 2024.
63. ↑  BrassGazz. Abgerufen am 6. Oktober 2024.
64. ↑  „BrassGazz“: Unterwegs mit der wohl jüngsten Brass-Band Deutschlands | RTL WEST. 25. Juli 2024, abgerufen am 6. Oktober 2024.
65. ↑  Sonja Miklitz: Nachfolger von Querbeat, Druckluft und Knallblech: Die nächste Brassband aus der Beueler Talentschmiede heißt „BrassGazz“. In: General-Anzeiger. 19. Juni 2024, abgerufen am 6. Oktober 2024.
66. ↑  Lemon Dust. Abgerufen am 6. Oktober 2024.
67. ↑  Opusliste der Firma Walcker zum Download (Zeile 5235): https://walcker.com/downloads/opus.xls
68. ↑  Peter Jurgilewitsch, Wolfgang Pütz-Liebenow: Die Geschichte der Orgel in Bonn und im Rhein-Sieg-Kreis / von Peter Jurgilewitsch und Wolfgang Pütz-Liebenow. Bouvier, Bonn 1990, ISBN 978-3-416-80606-0, S. 197 f.
69. ↑  KFT. Abgerufen am 8. August 2017.
70. ↑  Junges Theater Beuel – „Eine grandiose Aufführung“. In: General-Anzeiger Bonn. Bonner Zeitungsdruckerei und Verlagsanstalt H. Neusser GmbH, Bonn 19. Juni 2015 (general-anzeiger-bonn.de [abgerufen am 8. August 2017]).
71. ↑  English Drama Group. Abgerufen am 8. August 2017.
72. ↑  Film AG. Abgerufen am 9. August 2017.
73. ↑  Frings on Air. Abgerufen am 30. Oktober 2024.
74. ↑  Kardinal-Frings-Gymnasium Bonn - Instagram
75. ↑  Kardinal-Frings-Gymnasium - Facebook
76. ↑  Schulsanitätsdienst am KFG. Abgerufen am 9. August 2017.
77. ↑  Streitschlichtung: Konzept. Abgerufen am 9. August 2017.
78. ↑  Konfliktmoderation - Ehrungen. Abgerufen am 30. Oktober 2024.
79. ↑  Umwelt AG. Abgerufen am 9. August 2017.
80. ↑  Sozial-AG. Abgerufen am 19. Januar 2019.
81. ↑  KFG: Liste der Arbeitsgemeinschaften am KFG. (PDF) Abgerufen am 22. September 2017.
82. ↑  Leif Kubik: Whiteboards ergänzen die Kreidetafel. In: General-Anzeiger Bonn. Bonner Zeitungsdruckerei und Verlagsanstalt H. Neusser GmbH, Bonn 3. Februar 2017 (general-anzeiger-bonn.de [abgerufen am 20. Januar 2018]).
83. ↑  Förderverein. Abgerufen am 9. August 2017.
84. ↑  Frank Auffenberg: Sieger im Bundeswettbewerb – Sie haben das Zeug zum Chef. In: General-Anzeiger Bonn. Bonner Zeitungsdruckerei und Verlagsanstalt H. Neusser GmbH, Bonn 21. Mai 2012 (general-anzeiger-bonn.de [abgerufen am 8. August 2017]).
85. ↑  Patrycja Muc: Diskussion am KFG – Früh übt sich, wer Chef sein will. In: General-Anzeiger Bonn. Bonner Zeitungsdruckerei und Verlagsanstalt H. Neusser GmbH, Bonn 25. Juni 2014 (general-anzeiger-bonn.de [abgerufen am 8. August 2017]).
86. ↑  Gabriele Immenkeppel: Kardinal-Frings-Gymnasium – Das Ende der labbrigen Lieferpizza. In: General-Anzeiger Bonn. Bonner Zeitungsdruckerei und Verlagsanstalt H. Neusser GmbH, Bonn 21. Mai 2016 (general-anzeiger-bonn.de [abgerufen am 8. August 2017]).
87. ↑  Kardinal-Frings-Gymnasium feiert seinen Champion. In: General-Anzeiger Bonn. Bonn 5. September 2009 (general-anzeiger-bonn.de [abgerufen am 8. August 2017]).
88. 1 2 3  Archiv 2017. Abgerufen am 1. August 2017.
89. ↑  Fußball AG. Abgerufen am 8. August 2017.
90. ↑  Heinz Dietl: Zahlreiche Drehorte in der Bundesstadt – Komödie mit Christoph Maria Herbst spielt in Bonn. Bonn 15. Oktober 2018 (general-anzeiger-bonn.de).
91. ↑  Anke Vehmeier: Still Collins aus Beuel – Coverband schaut auf über 1000 Konzerte zurück. In: General-Anzeiger Bonn. Bonner Zeitungsdruckerei und Verlagsanstalt H. Neusser GmbH, Bonn 8. September 2013 (general-anzeiger-bonn.de [abgerufen am 15. August 2017]).
92. ↑  50 Jahre Kardinal-Frings-Gymnasium – Aus Sven-Ole Frahm ist ein bekannter Künstler geworden. In: General-Anzeiger Bonn. Bonner Zeitungsdruckerei und Verlagsanstalt H. Neusser GmbH, Bonn 21. November 2014 (general-anzeiger-bonn.de [abgerufen am 31. Juli 2017]).
93. ↑  Alumni-Newsletter 2019-I. (PDF) Abgerufen am 30. August 2023.
94. ↑  Schulstaffel-Wettbewerb: Kardinal-Frings-Gymnasium tritt mit vier Teams beim Marathon an. In: General-Anzeiger Bonn. 13. April 2013, abgerufen am 8. Januar 2021.
95. ↑  Gunild Lohmann: Neuer Bischof von Mainz – Vom Lehrer in Beuel zum Bischof. In: General-Anzeiger Bonn. Bonner Zeitungsdruckerei und Verlagsanstalt H. Neusser GmbH, Bonn 18. April 2017 (general-anzeiger-bonn.de [abgerufen am 15. August 2017]).
96. ↑  Abschied: Andreas Berger als Lehrer am Kardinal-Frings-Gymnasium in dern Rihestand … 8. Juli 2019, abgerufen am 8. Januar 2021.
97. 1 2  Armenien: Das Schulprojekt im Schulprofil. Abgerufen am 1. August 2017.
98. 1 2  Australien. Abgerufen am 1. August 2017.
99. ↑  Chile. Abgerufen am 1. August 2017.
100. 1 2  KFG (Hrsg.): Newsletter der Schulleitung II-2015/16. Bonn Dezember 2015, S. 1 (kfg-bonn.de [PDF]).
101. ↑  Erasmus+. Abgerufen am 3. August 2017.